# Aida Stucki

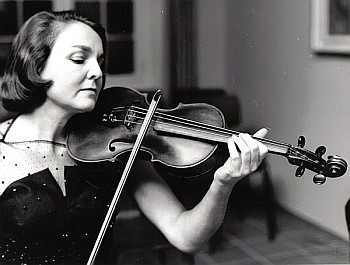
Aida Stucki

Aida Stucki (* 19. Februar 1921 in Kairo; † 9. Juni 2011) war eine in Winterthur lebende Schweizer Geigerin und Pädagogin.

## Leben
Aida Stucki erhielt ihre Ausbildung bei Ernst Wolters in Winterthur, Stefi Geyer in Zürich und Carl Flesch in Luzern. Als Preisträgerin im Genfer Wettbewerb 1940 öffneten sich ihr die Türen zu einer vielseitigen Konzerttätigkeit unter den namhaftesten Dirigenten in ganz Europa. Klavierpartner waren Pina Pozzi, Walter Frey, Christoph Lieske, Clara Haskil, Karl Grenacher und Elly Ney.
Zusammen mit ihrem Ehemann, dem Ersten Konzertmeister des Radio-Sinfonieorchesters Zürich Giuseppe Piraccini, den Solobratschisten Hermann Friedrich, später Gerhard Wieser und dem Solocellisten Walter Haefeli gründete sie 1959 das Piraccini-Stucki-Streichquartett, das sich bald internationalen Ruf erwarb. Die beiden Geiger lösten sich oft – damals ungewohnt, heute üblich – im selben Konzert als Primgeiger ab, was dem Quartettklang eine unterschiedliche Tonfärbung verlieh.
Schon 1948 hatte Aida Piraccini-Stucki ihre Lehrtätigkeit in Winterthur aufgenommen, 1992 wurde ihr die erste Violin-Meisterklasse des damaligen Konservatoriums Winterthur (heute Zürcher Hochschule der Künste) übertragen, die sie bis zu ihrem Rücktritt betreute. Ihre berühmteste Schülerin ist Anne-Sophie Mutter. Dass die Stargeigerin es in kaum einem Interview versäumt, Dankbarkeit für ihre einstige Lehrerin am Konservatorium Winterthur und ihre eigentliche Entdeckerin zu äussern, bezeugt exemplarisch die pädagogische Bedeutung Aida Stuckis. Zahlreiche Musikerpersönlichkeiten, die heute das internationale Musikleben prägen, gingen aus der Schule Aida Stuckis hervor.
In Studio-, Rundfunk- und Liveaufnahmen sind an die hundert Werke aus sämtlichen Musikepochen mit Aida Stucki erhalten und auf CD überspielt.

## Auszeichnungen
- 1973: Stiftung Pro Arte Bern
- 1975: Carl-Heinrich-Ernst-Kunstpreis (Winterthur)
- 1992: Kunstpreis der  Gemeinde Zollikon aus der Dr. K. und H. Hintermeister-Gyger-Stiftung